# مؤسسه عالی بانکداری ایران
مؤسسه عالی بانکداری ایران در سال ۱۳۴۲ توسط بانک‌های مرکزی، ملی و سپه تأسیس شد. دانشجویان این مؤسسه پس از سه سال به اخذ پایه لیسانس در علوم بانکی که مورد تأیید وزارت علوم و آموزش عالی بوده است، دست می‌یافتند. مؤسسه علوم بانکی ایران در سال ۱۳۵۸ در دانشگاه علامه طباطبائی ادغام شد و به فعالیت خود ادامه داد. از شهریور ۱۳۹۷ فرشاد حیدری رئیس این مؤسسه است.

## تاریخچه
یکی از دلایل بازگشایی مؤسسه، قانون‌گذاری «عملیات بانکی بدون ربا» توسط مجلس در شهریور ۱۳۶۲ بود. در اسفند ۱۳۶۴ این مؤسسه با نام «مرکز آموزش بانکداری» کار دوباره خود را آغاز کرد. پس از تصویب اساسنامه «مرکز آموزش بانکداری» چند سال بعد نام آن با تأیید هیئت امناء دوباره به «مؤسسه عالی بانکداری» تغییر پیدا کرد.

## جذب دانشجو
تا سال ۱۳۹۱، پذیرش دانشجو در مؤسسه عالی بانکداری ایران تنها از میان داوطلبان داخلی شبکه بانکی امکان‌پذیر بود؛ ولی بر اساس تصمیم اتخاذ شده در اردیبهشت ۱۳۹۲ مقرر شد که این مؤسسه از طریق سازمان سنجش، دانشجو بپذیرد.